# Guy Brunton
Guy Brunton (* 18. Juli 1878 in Beckenham, London; † 17. Oktober 1948 in White River, Mpumalanga) war ein britischer Ägyptologe.

## Leben
Guy Brunton interessierte sich schon als Junge für Ägyptologie. Mit 18 Jahren ging er nach Südafrika, wo er 1906 Winifred Newberry, Mitglied einer der reichsten Familien des Landes, heiratete. 1911 kehrte er nach London zurück, wo er bei Flinders Petrie und Margaret Alice Murray studierte.
Er grub von 1912 bis 1914 unter der Leitung von Flinders Petrie in Lahun und entdeckte den Schatz der Prinzessin Sithathoriunet. Danach diente er in der britischen Armee und forschte von 1919 bis 1921 wieder in Lahun. Anschließend arbeitete er mehrere Jahre in Oberägypten, in Qau, el-Badari, Mostagedda und Matmar und legte dort umfangreiche Friedhöfe frei. In Badari entdeckte er die Badari-Kultur, die er nach dem Fundort benannte. Weitere Grabungen fanden in Sedment (mit Petrie) und Gurob statt. Seit 1931 war er als Assistant Keeper im Ägyptischen Museum in Kairo tätig. 1948 trat er in den Ruhestand, den er in Südafrika verbrachte.

## Veröffentlichungen
- (1914) Lahun I: The Treasure (= British School of Archaeology in Egypt. Band 27/ Egyptian Research Account. Band 20). Quaritch, London 1920 (Digitalisat).
- mit Sir Flinders Petrie: Sedment. Band I + II (= British School of Archaeology in Egypt. - Publications.). British school of archaeology in Egypt, London 1924.
- mit Reginald Engelbach: Gurob (= British School of Archaeology in Egypt / Egyptian Research account. Band 41). Quaritch, London 1927 (Digitalisat).
- (1927) Qau and Badari Band I (= British School of Archaeology in Egypt / Egyptian Research Account. Band 44). Quaritch, London.
- (1928) Qau and Badari Band II (= British School of Archaeology in Egypt / Egyptian Research Account. Band 45). Quaritch, London.
- (1928) mit Gertrude Caton-Thompson: The Badarian civilisation and predynastic remains near Badari (= British School of Archaeology in Egypt / Egyptian Research Account. Band 46). Quaritch, London.
- (1930). Qau and Badari Band III (= British School of Archaeology in Egypt / Egyptian Research Account. Band 50). Quaritch, London.
- (1937). Mostagedda and the Tasian culture (= British Museum Expeditions to Middle Egypt. Band 1). Quaritch, London.
- (1948). Matmar. (= British Museum Expeditions to Middle Egypt. Band 2). Quaritch, London.